# ب‌ام‌و آی
ب‌ام‌و آی (انگلیسی: BMW i) یکی از شرکت‌های تابعه ب‌ام‌و است که در سال ۲۰۱۱ با هدف ساخت خودروی برقی پلاگین راه اندازی شد.BMW i یک برند فرعی BMW است که برای طراحی و تولید خودروهای برقی پلاگین تاسیس شد. [1] [2] این شرکت در ابتدا دو خودرو عرضه کرد: اتومبیل تمام برقی i3 و پلاگین هیبریدی i8. SUV تمام الکتریکی iX3 تا اواخر سال 2020 عرضه می شود ، در حالی که SUV iX و سدان تمام برقی i4 در 2021.
از محصولات شرکت ب‌ام‌و آی می‌توان به ب‌ام‌و آی۳ و ب‌ام‌و آی۸ اشاره کرد.